# All My Faith Lost
Gli All My Faith Lost ... sono un gruppo musicale italiano attivo dal 1999.

## Storia
Il gruppo nasce nel 1999 dall'incontro tra Federico Salvador (tastiere e chitarre) e Francis Gri (chitarra), a cui si uniscono le voci e i flauti di Viola Roccagli e Raffaella Missio. Lo stile del gruppo si focalizza sui madrigali della musica medievale. Dopo aver partecipato a diverse compilation indipendenti, nel 2001 pubblicano il demo Hollow Hills, che miscela gothic rock e folk acustico.
Un anno dopo la Missio lascia il gruppo, seguita da Gri (che entra negli Apart e nei Reveglow). Salvador e Roccagli producono il primo album, In a Sea, in a Lake, in a River... Or in a Teardrop (Sin Organisation, 2001). Il lavoro frutta loro un contratto con l'etichetta svedese Cold Meat Industry, che pubblica nel 2005 il secondo album, As You're Vanishing in Silence. Il duo mette in luce l'animo folk e un ethereal wave intimo.
Dopo il tour europeo che seguì l'album, All My Faith Lost passano alla Projekt Records di Sam Rosenthal. Nel 2007 pubblicano The Hours, in cui viene valorizzata la tendenze gothic e darkwave.
Due anni dopo, in seguito a diverse esibizioni negli Stati Uniti, pubblicano l'EP Decade e la riedizione dell'album di debutto In a Sea...

## Formazione
- Viola Roccagli - voce, flauto, piano, synth
- Federico Salvador - voce, chitarre, synth
- Fabio Polo - violino
- Angelo Roccagli - chitarre

## Discografia

### Album in studio
- 2002 - In a Sea, in a Lake, in a River... Or in a Teardrop (CDr) Sin Organisation, ristampa 2009: (CD) Infinite Fog Productions
- 2005 - As You're Vanishing in Silence (CD) Cold Meat Industry
- 2007 - The Hours (CD) Projekt Records
- 2013 - Chamber Music (CD) Infinite Fog Productions
- 2021 - Untitled (CD, LP) Cyclic Law

### EP
- 2009 - Decade (CD) Final Muzik

### Raccolte
- 2011 - "Still White Air" (CD) Pocket Records